# Polemon gracilis
Espèce
Synonymes
- Elapocalamus gracilis Boulenger, 1911

Polemon gracilis est une espèce de serpents de la famille des Lamprophiidae. 

## Répartition
Cette espèce est endémique du Sud du Cameroun. Sa présence est incertaine en République du Congo.

## Description
L'holotype de Polemon gracilis mesure 285 mm dont 18 mm pour la queue. C'est un serpent venimeux.

## Étymologie
Son nom d'espèce, du latin gracilis, « fin », lui a été donné en référence à sa morphologie.

## Publication originale
- Boulenger, 1911 : Descriptions of three new snakes discovered by Mr. G.L. Bates in South Cameroon. Annals and magazine of natural history, ser. 8, vol. 8, p. 370-371 (texte intégral).